# Urusei Yatsura
Urusei Yatsura – ci kosmiczni natręci (jap. うる星やつら Urusei yatsura) – manga autorstwa Rumiko Takahashi, publikowana w magazynie „Shūkan Shōnen Sunday” wydawnictwa Shōgakukan od września 1978 do lutego 1987. Rozdziały serii zostały zebrane w 34 tomach. 
Na jej podstawie powstał telewizyjny serial anime, który emitowano od października 1981 do marca 1986, 6 filmów animowanych oraz 12-odcinków OVA. Druga adaptacja anime, wyprodukowana przez studio David Production, była emitowana w stacji Fuji TV od października 2022 do czerwca 2024.
W Polsce licencję na wydanie mangi zakupiło wydawnictwo Japonica Polonica Fantastica, a remake anime jest emitowany od września 2024 na antenie 2x2 pod nazwą Urusei Yatsura: Kosmiczni natręci.

## Fabuła
Rasa obcych znana jako Oni przybywa na Ziemię, aby dokonać inwazji. Zamiast jednak przejąć planetę siłą, oferują ludziom szansę walki o prawa do planety poprzez udział w zawodach. Rywalizacja opiera się na wariancie gry w berka, w której ludzki gracz musi w ciągu tygodnia dotknąć rogów zawodnika Oni. Komputer wybiera na reprezentanta ludzkości Ataru Moroboshiego – lubieżnego, pechowego i niezbyt rozgarniętego licealistę z fikcyjnego miasta Tomobiki w Nerimie. Jego przeciwniczką zostaje Lum, córka przywódcy Oni. Choć początkowo Ataru niechętnie przystępuje do zawodów, zmienia nastawienie, gdy poznaje Lum. W trakcie rywalizacji Lum zaskakuje wszystkich, odlatując w powietrze, co sprawia, że Ataru nie jest w stanie jej dosięgnąć. Przed ostatnim dniem zawodów dziewczyna Ataru, Shinobu Miyake, dodaje mu otuchy, obiecując, że poślubi go, jeśli wygra. Ostatniego dnia Ataru odnosi zwycięstwo, kradnąc górę od bikini Lum, co zmusza ją do ochrony swoich piersi kosztem rogów.
Pomimo braku zainteresowania Ataru względem Lum i jego prób odnowienia związku z Shinobu, Lum nieustannie się wtrąca, co ostatecznie sprawia, że Shinobu traci nim zainteresowanie. Jednak jego zalotna natura nie zmienia się, mimo wyraźnej uwagi, jaką poświęca mu Lum. Jej próby powstrzymania go przed flirtowaniem kończą się częstymi karami w postaci potężnych wstrząsów elektrycznych. Ataru wyróżnia się szczególnie dwiema cechami: swoim zboczeniem oraz pechem, który przyciąga do niego dziwacznych mieszkańców zarówno Ziemi, jak i świata duchów, czy nawet odległych zakątków galaktyki. Wbrew jego protestom, Lum zaczyna uczęszczać do tej samej szkoły, co Ataru, gdzie szybko zdobywa rzeszę fanów wśród chłopców. Jednym z nich jest Shutarō Mendō, bogaty i przystojny dziedzic wielkiej korporacji, obiekt westchnień niezliczonych dziewczyn z Tomobiki. Choć adoratorzy Lum darzą ją wyraźnym uczuciem, żaden z nich nie odważa się narazić na jej złość, próbując rozdzielić ją i Ataru. Nie powstrzymuje ich to jednak przed próbami ukarania Ataru za jego niewłaściwe zachowanie i przeszkadzaniem za każdym razem, gdy on i Lum zaczynają się do siebie zbliżać.

## Bohaterowie

### Główni
- Lum (jap. ラム Ramu)

Seiyū: Fumi Hirano (1981), Sumire Uesaka (2022) 
Piękna Oni z kosmosu, która potrafi latać i generować wstrząsy elektryczne. Zazwyczaj nosi swój charakterystyczny strój: bikini w tygrysie pasy i wysokie, sięgające kolan kozaki w stylu go-go. Jako kosmitka ma dostęp do wielu zaawansowanych gadżetów, których działania nie zawsze w pełni rozumie, co często prowadzi do komicznych sytuacji. Po tym, jak błędnie zinterpretowała słowa Ataru jako propozycję małżeństwa, natychmiast zgodziła się wyjść za niego. Kiedy Ataru nieświadomie zaciągnął niewyobrażalny dług u kosmicznego taksówkarza, który zaczął rabować ropę na całej Ziemi, Lum zaoferowała jego spłatę w zamian za możliwość zamieszkania w domu rodziny Moroboshi. Chociaż cieszy się ogromną popularnością wśród mężczyzn, jej jedynym pragnieniem jest bycie z Ataru, którego pieszczotliwie nazywa „Darling”. Zazwyczaj jest miła, słodka, wierna i niewinna, ale ma też bardzo wybuchowy temperament, który najczęściej kieruje przeciwko Ataru, gdy ten podrywa inne kobiety. W razie kłótni potrafi wycofać się na swój statek kosmiczny unoszący się nad domem Moroboshi. Ma również charakterystyczny sposób mówienia, podobny do młodych Japonek, które starają się brzmieć przesadnie uroczo.
- Ataru Moroboshi (jap. 諸星あたる Moroboshi Ataru)

Seiyū: Toshio Furukawa (1981), Hiroshi Kamiya (2022) 
Siedemnastoletni, leniwy uczeń z klasy 2–4 liceum w Tomobiki, który ma niesamowitego pecha – urodził się w piątek trzynastego, w trakcie silnego trzęsienia ziemi, a także w Butsumetsu, czyli w najbardziej pechowy dzień w kalendarzu buddyjskim. Z powodu braku szczęścia jego triumf w grze w berka, który ocalił Ziemię przed inwazją Oni, zamienia się dla niego w porażkę. Jego zwycięska deklaracja, która miała potwierdzić obietnicę jego dziewczyny Shinobu, że poślubi go, jeśli wygra, zostaje błędnie zrozumiana przez Lum jako oświadczyny, które ta przyjmuje, ku jego rozpaczy. Pojawienie się Lum nadwyręża jego związek z Shinobu, jednak Ataru od zawsze był bardzo rozwiązły. Jego głównym celem w życiu jest posiadanie haremu złożonego z pięknych kobiet, w tym Lum oraz większości jej kosmicznych przyjaciółek. Zazwyczaj po prostu podchodzi do nieznajomej kobiety i pyta o jej imię, numer telefonu oraz adres. Jeśli Lum, która uważa go teraz za swojego męża, jest świadkiem tych zwykle daremnych prób flirtu, razi go silnymi wstrząsami elektrycznymi, ale to wcale go nie powstrzymuje. Ataru może sprawiać wrażenie ucznia bez sukcesów i niechętnego do wysiłku, ale w rzeczywistości jest dość inteligentny i potrafi manipulować sytuacją na swoją korzyść. Choć często próbuje uciekać od Lum i otwarcie flirtuje z innymi kobietami, zaczyna ją naprawdę kochać – uparcie jednak odmawia przyznania się do tego.

### Ludzie
- Shutarō Mendō (jap. 面堂終太郎 Mendō Shutarō)

Seiyū: Akira Kamiya (1981), Mamoru Miyano (2022) 
- Shinobu Miyake (jap. 三宅しのぶ Miyake Shinobu)

Seiyū: Saeko Shimazu (1981), Maaya Uchida (2022) 
- Cherry (jap. チェリー Cherī)

Seiyū: Ichirō Nagai (1981), Wataru Takagi (2022) 
- Sakura (jap. サクラ)

Seiyū: Machiko Washio (1981), Miyuki Sawashiro (2022) 
- Ryunosuke Fujinami (jap. 藤波 竜之介 Fujinami Ryūnosuke)

Seiyū: Mayumi Tanaka (1981), Ayahi Takagaki (2022) 
- Onsen Mark (jap. 温泉マーク Onsen Māku)

Seiyū: Michihiro Ikemizu (1981), Ayahi Takagaki (2022) 

### Kosmici
- Ten (jap. テン)

Seiyū: Kazuko Sugiyama (1981), Aoi Yūki (2022) 
- Ran (jap. ラン)

Seiyū: Yō Inoue, Kazue Komiya (1981), Kana Hanazawa (2022) 
- Benten (jap. 弁天)

Seiyū: Yūko Mita (1981), Shizuka Ishigami (2022) 
- Oyuki (jap. おユキ)

Seiyū: Noriko Ohara (1981), Saori Hayami (2022) 
- Rei (jap. レイ)

Seiyū: Tesshō Genda (1981), Katsuyuki Konishi (2022) 
- Kurama (jap. クラマ)

Seiyū: Rihoko Yoshida (1981), Nana Mizuki (2022) 

## Manga
Rumiko Takahashi zadebiutowała jako mangaka w 1978 roku one-shotem zatytułowanym Każdy sobie (jap. 勝手なやつら Katte na yatsura), opublikowanym na łamach czasopisma „Shūkan Shōnen Sunday” wydawnictwa Shōgakukan; opowieść ta stała się następnie pierwowzorem serii Urusei Yatsura. Jej nieregularna publikacja rozpoczęła się 24 września 1978 w 39. numerze magazynu „Shūkan Shōnen Sunday”, a w pierwszej połowie 1979 roku manga stała się regularnie publikowaną serią. Ostatni rozdział ukazał się 4 lutego 1987 w 8. numerze tego samego magazynu, po wydaniu 366 rozdziałów i prawie 6000 stron.
Rozdziały mangi zostały zebrane w 34 tomach w formacie tankōbon, które wydawane były między 15 kwietnia 1980 a 15 kwietnia 1987. Z okazji dziesiątej rocznicy serii między 1 lipca 1989 a 1 sierpnia 1990 wydano 15 tomów w formacie wide-ban. Edycja ta została wydrukowana na papierze wyższej jakości i zawierała nowe ilustracje. Od 8 sierpnia 1998 do 16 grudnia 1999 ukazywała się wersja bunkoban składająca się z 17 tomów, w których umieszczono przedmowy innych mangaków opisujących wpływ Urusei Yatsura na ich twórczość. Od 1 lipca 2000 do 1 października 2004 wydawana była edycja „My First Big”, przypominająca tankōbon, ale drukowana na papierze niskiej jakości i sprzedawana w niższej cenie. Między 17 listopada 2006 a 18 marca 2008 wydano 34-tomową edycję shinsōban, która również bazowała na wersji tankōbon, ale miała nowe okładki i sekcję prezentującą ilustracje współczesnych mangaków.
23 maja 2022 wydanie edycji shinsōban w Polsce zapowiedziało wydawnictwo Japonica Polonica Fantastica. Seria ukazuje się w 17 tomach zbiorczych, natomiast premiera pierwszego odbyła się w grudniu tego samego roku.
| Nr | Język japoński       | Język japoński         | Język polski     | Język polski           |
| Nr | Data wydania         | ISBN                   | Data wydania     | ISBN                   |
| -- | -------------------- | ---------------------- | ---------------- | ---------------------- |
| 1  | 17 listopada 2006    | ISBN 4-0912-0716-2     | grudzień 2022    | ISBN 978-83-8264-171-4 |
| 2  | 17 listopada 2006    | ISBN 4-0912-0717-0     | grudzień 2022    | ISBN 978-83-8264-171-4 |
| 3  | 16 grudnia 2006      | ISBN 4-0912-0718-9     | marzec 2023      | ISBN 978-83-8264-172-1 |
| 4  | 16 grudnia 2006      | ISBN 978-4-0912-0719-7 | marzec 2023      | ISBN 978-83-8264-172-1 |
| 5  | 18 stycznia 2007     | ISBN 978-4-0912-0720-3 | lipiec 2023      | ISBN 978-83-8264-173-8 |
| 6  | 18 stycznia 2007     | ISBN 978-4-0912-0738-8 | lipiec 2023      | ISBN 978-83-8264-173-8 |
| 7  | 16 lutego 2007       | ISBN 978-4-0912-0739-5 | październik 2023 | ISBN 978-83-8264-174-5 |
| 8  | 16 lutego 2007       | ISBN 978-4-0912-0740-1 | październik 2023 | ISBN 978-83-8264-174-5 |
| 9  | 16 marca 2007        | ISBN 978-4-0912-0756-2 | styczeń 2024     | ISBN 978-83-8264-175-2 |
| 10 | 16 marca 2007        | ISBN 978-4-0912-0757-9 | styczeń 2024     | ISBN 978-83-8264-175-2 |
| 11 | 18 kwietnia 2007     | ISBN 978-4-0912-0758-6 | maj 2024         | ISBN 978-83-8264-176-9 |
| 12 | 18 kwietnia 2007     | ISBN 978-4-0912-0759-3 | maj 2024         | ISBN 978-83-8264-176-9 |
| 13 | 18 maja 2007         | ISBN 978-4-0912-0760-9 | sierpień 2024    | ISBN 978-83-8264-177-6 |
| 14 | 18 maja 2007         | ISBN 978-4-0912-0769-2 | sierpień 2024    | ISBN 978-83-8264-177-6 |
| 15 | 18 czerwca 2007      | ISBN 978-4-0912-0770-8 | listopad 2024    | ISBN 978-83-8264-178-3 |
| 16 | 18 czerwca 2007      | ISBN 978-4-0912-0773-9 | listopad 2024    | ISBN 978-83-8264-178-3 |
| 17 | 18 lipca 2007        | ISBN 978-4-0912-0774-6 | marzec 2025      | ISBN 978-83-8264-179-0 |
| 18 | 18 lipca 2007        | ISBN 978-4-0912-0775-3 | marzec 2025      | ISBN 978-83-8264-179-0 |
| 19 | 10 sierpnia 2007     | ISBN 978-4-0912-0776-0 | czerwiec 2025    | ISBN 978-83-8264-180-6 |
| 20 | 10 sierpnia 2007     | ISBN 978-4-0912-0777-7 | czerwiec 2025    | ISBN 978-83-8264-180-6 |
| 21 | 18 września 2007     | ISBN 978-4-0912-0778-4 | —                |                        |
| 22 | 18 września 2007     | ISBN 978-4-0912-0779-1 | —                |                        |
| 23 | 18 października 2007 | ISBN 978-4-0912-0780-7 | —                |                        |
| 24 | 18 października 2007 | ISBN 978-4-0912-0784-5 | —                |                        |
| 25 | 16 listopada 2007    | ISBN 978-4-0912-0785-2 | —                |                        |
| 26 | 16 listopada 2007    | ISBN 978-4-0912-0786-9 | —                |                        |
| 27 | 15 grudnia 2007      | ISBN 978-4-0912-0787-6 | —                |                        |
| 28 | 15 grudnia 2007      | ISBN 978-4-0912-0788-3 | —                |                        |
| 29 | 18 stycznia 2008     | ISBN 978-4-0912-0789-0 | —                |                        |
| 30 | 18 stycznia 2008     | ISBN 978-4-0912-0790-6 | —                |                        |
| 31 | 18 lutego 2008       | ISBN 978-4-0912-0798-2 | —                |                        |
| 32 | 18 lutego 2008       | ISBN 978-4-0912-0799-9 | —                |                        |
| 33 | 18 marca 2008        | ISBN 978-4-0912-0800-2 | —                |                        |
| 34 | 18 marca 2008        | ISBN 978-4-0912-0807-1 | —                |                        |

## Anime

### Pierwsza adaptacja (1981–1986)
Na podstawie mangi powstał 195-odcinkowy telewizyjny serial anime, który był emitowany od 14 października 1981 do 19 marca 1986 na antenie Fuji TV. Pierwsze 106 odcinków zostało wyprodukowane przez studio Pierrot, a za ich reżyserię odpowiadał Mamoru Oshii. Pozostałe 88 odcinków stworzyło Studio Deen pod kierownictwem reżyserskim Kazuo Yamazakiego. Za scenariusz odpowiadali Yū Yamamoto, Sō Hisakazu, Kazunori Itō, Yoshiyuki Suga i Shigeru Yanagawa, postacie zaprojektowała Akemi Takada, a muzykę skomponowali Fumitaka Anzai, Katsu Hosh, Kōji Nishimura, Mickie Yoshino i Shinsuke Kazato.

#### Ścieżka dźwiękowa
| Odcinki        | Tytuł                                                                  | Wykonawca       | Źródło |
| Czołówka       | Czołówka                                                               | Czołówka        |        |
| -------------- | ---------------------------------------------------------------------- | --------------- | ------ |
| 1–77           | „Lum no Love Song” (jap. ラムのラブソング Ramu no rabu songu)          | Yūko Matsutani  | [ 2 ]  |
| 78–106         | „Dancing Star”                                                         | Izumi Kobayashi | [ 2 ]  |
| 107–127        | „Pajama jama da!” (jap. パジャマ・じゃまだ！)                          | Kanako Narikiyo | [ 2 ]  |
| 128–149        | „Chance on Love”                                                       | Cindy           | [ 2 ]  |
| 150–165        | „Rock the Planet” (jap. ロック ザ プラネット Rokku za puranetto)       | Steffanie       | [ 2 ]  |
| 166–195        | „Tonogata gomen asobase” (jap. 殿方ごめん遊ばせ)                       | Shoko Minami    | [ 2 ]  |
| Napisy końcowe |                                                                        |                 |        |
| 1–21           | „Uchū wa taihen da!” (jap. 宇宙は大ヘンだ！)                           | Yūko Matsutani  | [ 2 ]  |
| 22–43          | „Kokorobosoi na” (jap. 心細いな)                                       | Helen Sasano    | [ 2 ]  |
| 44–54          | „Hoshizora Cycling” (jap. 星空 Cycling)                                | Virgin VS       | [ 2 ]  |
| 55–64          | „I, I, You & ai” (jap. I,I,You & 愛)                                   | Izumi Kobayashi | [ 2 ]  |
| 65–77          | „Hoshizora Cycling” (jap. 星空 Cycling)                                | Virgin VS       | [ 2 ]  |
| 78–106         | „Yume wa Love Me More” (jap. 夢は Love Me More)                        | Izumi Kobayashi | [ 2 ]  |
| 107–127        | „Koi no Mobius” (jap. 恋のメビウス Koi no Mebiusu)                     | Rittsu          | [ 2 ]  |
| 128–149        | „Open Invitation”                                                      | Cindy           | [ 2 ]  |
| 150–165        | „Every Day”                                                            | Steffanie       | [ 2 ]  |
| 166–195        | „Good Luck~Eien yori ai wo komete” (jap. Good Luck~永遠より愛を込めて) | Shoko Minami    | [ 2 ]  |

### Remake (2022–2024)
1 stycznia 2022 zapowiedziano remake serialu anime. Seria została wyprodukowana przez studio David Production, a jej reżyserią zajęli się Takahiro Komei, Hideya Takahashi i Yasuhiro Kimura. Scenariusz napisała Yūko Kakihara, projekty postaci przygotował Naoyuki Asano, który pełnił także rolę głównego reżysera animacji, a muzykę skomponował Masaru Yokoyama. Anime składa się z dwóch części, po 23 odcinki każda. Pierwsza była emitowana od 14 października 2022 do 24 marca 2023 w bloku programowym Noitamina stacji Fuji TV, druga była zaś nadawana od 12 stycznia do 21 czerwca 2024.
W Polsce anime jest nadawane od 1 września 2024 na antenie 2x2 z polskim lektorem pod nazwą Urusei Yatsura: Kosmiczni natręci. 18 lipca 2025 anime zostało wydane również na Blu-ray nakładem wydawnictwa Anime Eden.

### Filmy
| Nr | Tytuł | Reżyseria        | Scenariusz                       | Premiera         |
| -- | --- | ---------------- | -------------------------------- | ---------------- |
| 1  | Urusei Yatsura: Only You Urusei yatsura onrī yū (うる星やつら オンリー・ユー)                                     | Mamoru Oshii     | Tomoko Konparu                   | 11 lutego 1983   |
| 2  | Urusei Yatsura 2: Beautiful Dreamer Urusei yatsura 2 byūtifuru dorīmā (うる星やつら２ ビューティフル・ドリーマー) | Mamoru Oshii     | Mamoru Oshii                     | 11 lutego 1984   |
| 3  | Urusei Yatsura 3: Remember My Love Urusei yatsura 3 rimenbā mai rabu (うる星やつら３ リメンバー・マイ・ラブ)      | Kazuo Yamazaki   | Tomoko Konparu                   | 26 stycznia 1985 |
| 4  | Urusei Yatsura 4: Lum the Forever Urusei yatsura 4 Ramu za fōebā (うる星やつら４ ラム・ザ・フォーエバー)          | Kazuo Yamazaki   | Toshiki Inoue Kazuo Yamazaki     | 22 lutego 1986   |
| 5  | Urusei Yatsura: Kanketsu-hen (うる星やつら 完結編)                                                                | Satoshi Dezaki   | Tomoko Konparu                   | 6 lutego 1988    |
| 6  | Urusei Yatsura: Itsudatte My Darling Urusei yatsura itsudatte mai dārin (うる星やつら いつだって・マイ・ダーリン) | Katsuhisa Yamada | Tomoko Konparu Hideo Takayashiki | 18 sierpnia 1991 |

### OVA
| Nr | Tytuł | Premiera         |
| -- | --- | ---------------- |
| 1  | Ryōko no 9-gatsu no ochakai (了子の９月のお茶会)                                                                       | 24 września 1985 |
| 2  | Memoriaru arubamu aimu the Shū-chan (メモリアル・アルバム アイム ＴＨＥ 終ちゃん)                                      | 15 września 1986 |
| 3  | Yume no shikakenin, Inaba-kun tōjō! Ramu no mirai wa dōnaruccha (夢の仕掛人、因幡くん登場! ラムの未来はどうなるっちゃ) | 1 września 1987  |
| 4  | Ikare Shābetto (怒れシャーベット)                                                                                      | 2 grudnia 1988   |
| 5  | Nagisa no fianse (渚のフィアンセ)                                                                                      | 28 grudnia 1988  |
| 6  | Denki jikake no oniwaban (電気仕掛けのお庭番)                                                                          | 21 sierpnia 1989 |
| 7  | Tsuki ni hoeru (月に吠える)                                                                                            | 1 września 1989  |
| 8  | Yagi-san to chīzu (ヤギさんとチーズ)                                                                                   | 21 grudnia 1989  |
| 9  | Hāto o tsukame (ハートをつかめ)                                                                                        | 27 grudnia 1989  |
| 10 | Otome bashika no kyōfu (乙女ばしかの恐怖)                                                                              | 21 czerwca 1991  |
| 11 | Reikon to dēto (霊魂とデート)                                                                                          | 21 czerwca 1991  |
| 12 | Za shōgaibutsu suiei taikai (THE 障害物水泳大会)                                                                       | 23 grudnia 2008  |

## Gry komputerowe
Na podstawie serii powstało wiele gier komputerowych. Pierwszą z nich była przenośna gra elektroniczna, wydana w 1982 roku przez firmę Bandai. Kolejnymi były gry na mikrokomputery, a także Urusei Yatsura: Lum no Wedding Bell (jap. うる星やつらラムのウェディングベル), wydane przez Jaleco na konsolę Famicom 23 października 1986, wyłącznie w Japonii. Produkcja ta została opracowana przez Tose jako port niezwiązanej gry arcade Momoko 120%. W 1987 roku na komputery MSX ukazała się gra Urusei Yatsura – Koi No Survival Birthday (jap. うる星やつら ~恋のサバイバルバースデイ~), która została wydana przez Micro Cabin.
Gra Urusei Yatsura: Stay With You (jap. うる星やつら Stay With You) została wydana przez Hudson Soft na konsolę PC Engine CD 29 czerwca 1990, wraz z opcjonalną płytą CD z muzyką. Produkcja otrzymała od magazynu PC Engine Fan ocenę 25,78/30. Kolejna gra, zatytułowana Urusei Yatsura: Miss Tomobiki o Sagase! (jap. うる星やつらミス友引を探せ!), ukazała się 3 lipca 1992 na Nintendo Game Boy, a jej wydawcą było Yanoman. Urusei Yatsura: Dear My Friends (jap. うる星やつら~ディア マイ フレンズ) zostało wydane przez Game Arts na Sega Mega-CD 15 kwietnia 1994, natomiast Urusei Yatsura: Endless Summer (jap. うる星やつら エンドレスサマー) zadebiutowało na konsoli Nintendo DS 20 października 2005, wydane przez Marvelous.

## Odbiór
Do listopada 2020 manga rozeszła się w nakładzie ponad 35 milionów egzemplarzy. W 1980 roku seria zdobyła 26. nagrodę Shogakukan Manga w kategorii shōnen, a w 1987 roku otrzymała nagrodę Seiun w kategorii „najlepszy komiks”. W plebiscycie Manga Sōsenkyo 2021, w którym 150 000 osób głosowało na 100 najlepszych mang, Urusei Yatsura zajęła 61. miejsce.

### Krytyka

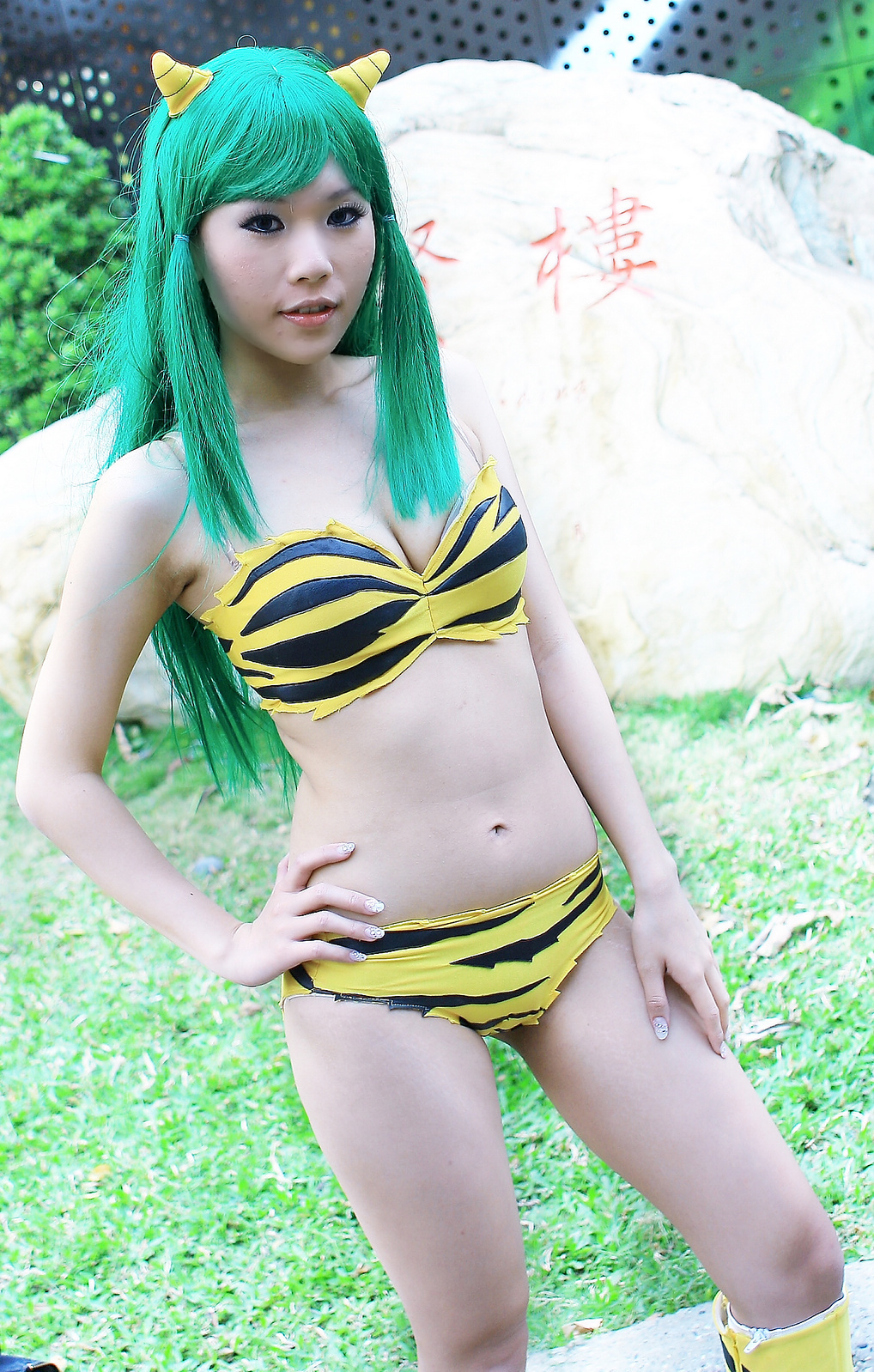
Cosplayerka Lum

W encyklopedii Manga: The Complete Guide Jason Thompson określił Urusei Yatsura jako „slapstickową kombinację elementów science fiction, baśni i opowieści o duchach z mnóstwem uroczych dziewczyn”. Zauważył również, że Lum jest „oryginalną dziewczyną z marzeń otaku”. Przyznał serii cztery gwiazdki na cztery. Graham Higgins z The Independent pochwalił mangę, pisząc, że czytanie Urusei Yatsura jest „trochę jak przeskakiwanie między seriami Po tamtej stronie, Sąsiedzi i Star Trek”. W wywiadzie dla Ex.org Fred Schodt wyraził zaskoczenie popularnością oryginalnej anglojęzycznej wersji mangi, ponieważ uważał, że różnice kulturowe będą stanowić problem. Recenzując anglojęzyczne wydanie mangi z 2019 roku, Arpad Lep z Comics Beat nazwał Urusei Yatsura imponującym, koniecznym debiutem żywej legendy komiksu, w którym „wiele tematów i archetypów integralnych dla całej jej twórczości pojawia się już bardzo dobrze rozwiniętych”. Porównał fabułę do dzieł Shigeru Mizukiego, a oprawę graficzną – którą bardzo chwalił i zauważył, że staje się jeszcze lepsza już w pierwszych dwóch tomach – do twórczości Gō Nagaia. Lep stwierdził, że Takahashi doskonale radzi sobie z gagami i komedią fizyczną, a stabilność serii, wynikająca z niezmiennych elementów sitcomu – „Rozczarowani rodzice. Udręczona dziewczyna. Nienasycony yōkai. Dziwny wujek. I nasz bohater, totalny nieudacznik” – sprawia, że historia pozostaje zabawna i nie traci świeżości.
RightStuf napisało, że Takahashi doskonale tworzy postacie, które idealnie się uzupełniają, a zazwyczaj „spokojna [i] niewinna”, ale porywcza Lum stanowi doskonałe przeciwieństwo „idiotycznego, lubieżnego i leniwego” Ataru. Nick Benefield z Operation Rainfall docenił fakt, że każdy rozdział stanowi odrębną całość i można je czytać w dowolnej kolejności, a także „intensywne wykorzystanie” gier słownych, gagów wizualnych i parodii innych dzieł. Skrytykował jednak niektóre decyzje Viz Media dotyczące angielskiego tłumaczenia, nie podobała mu się ilość amerykańskiego slangu i uważał, że terminy takie jak „Oni” i „Karasutengu” powinny pozostać nieprzetłumaczone. Przyznał jednak, że było to lepsze tłumaczenie niż oryginalna wersja z lat 90.. W krytycznej recenzji pierwszego tomu Elias Rosner z Multiversity Comics pochwalił przejrzystą kreskę, mimikę postaci oraz doskonałe wyczucie komediowego tempa w gagach slapstickowych, stwierdzając: „Pomimo zawsze żywej kreski Takahashi i jej doskonałego oka do slapsticku, Urusei Yatsura nie jest dla każdego. Tom 1 znakomicie wprowadza w absurdalny świat i ujmującą nieznośność jego bohaterów. Biorąc pod uwagę, że dzieło to zadebiutowało ponad 40 lat temu, należy docenić, jak dobrze przetrwało próbę czasu, a fani twórczości Takahashi z pewnością będą cieszyć się obserwowaniem jej podróży jako opowiadaczki historii, która dopiero się tutaj rozpoczęła”.

## Wpływ i dziedzictwo
Jonathan Clements w książce Schoolgirl Milky Crisis: Adventures in the Anime and Manga Trade wymienia serię jako inspirację dla wielu innych dzieł z gatunku „geek zdobywa dziewczynę”, w tym Tenchi muyō! i Love Hina. Studio Tokyo Movie Shinsha wyprodukowało dla stacji CBS serial Galaxy High School, próbując w ten sposób stworzyć podobną produkcję na rynek amerykański. Scenariusz szkolny został odwrócony, opierając się na ludziach uczęszczających do liceum dla kosmitów.
W 1993 roku w Glasgow powstał zespół rockowy, który w ramach hołdu dla serii przyjął nazwę „Urusei Yatsura”. W 2015 roku na stacji Ōizumi-gakuen wzniesiono naturalnej wielkości posąg Lum z brązu.

## Wykorzystanie kultury japońskiej
Seria jest uważana za doskonałe źródło odniesień do japońskiej kultury i mitologii. Manga obficie czerpie z japońskiej literatury, folkloru, historii oraz popkultury, czego przykładami są Genji monogatari i legenda o Tarō Urashimie. Wiele postaci występujących w serii jest wzorowanych na stworzeniach mitologicznych. W niektórych przypadkach pojawiały się same stworzenia, w innych zaś postacie były zaprojektowane tak, aby zawierały cechy stworzenia mitycznego.
Historie i sytuacje wykorzystywały te mitologiczne elementy do tworzenia żartów i porównań z oryginalną mitologią. Na przykład Oni wybierają grę w berka jako sposób na rozstrzygnięcie swojego pojedynku z Ziemianami, ponieważ japońskie słowo oznaczające berka, Onigokko, dosłownie oznacza „grę w Oni”. Kiedy Ataru chwyta rogi Lum podczas ich rywalizacji, a ona błędnie interpretuje jego słowa o małżeństwie, jest to nawiązanie do mitu, według którego złapanie Oni za rogi sprawi, że twoje marzenie się spełni.